# Château Haut-Marbuzet
Koordinaten: 45° 14′ 17,2″ N, 0° 46′ 7,7″ W

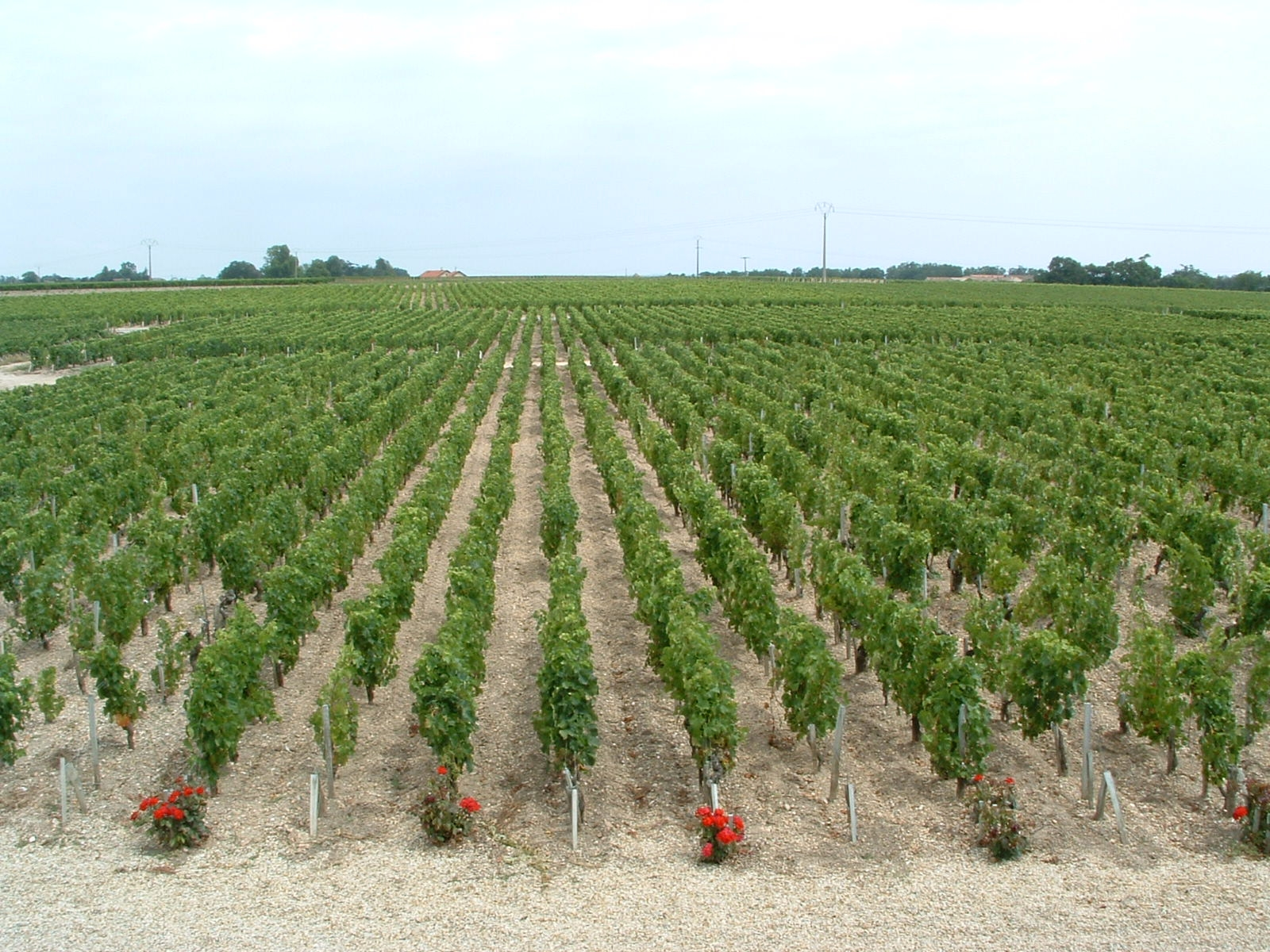

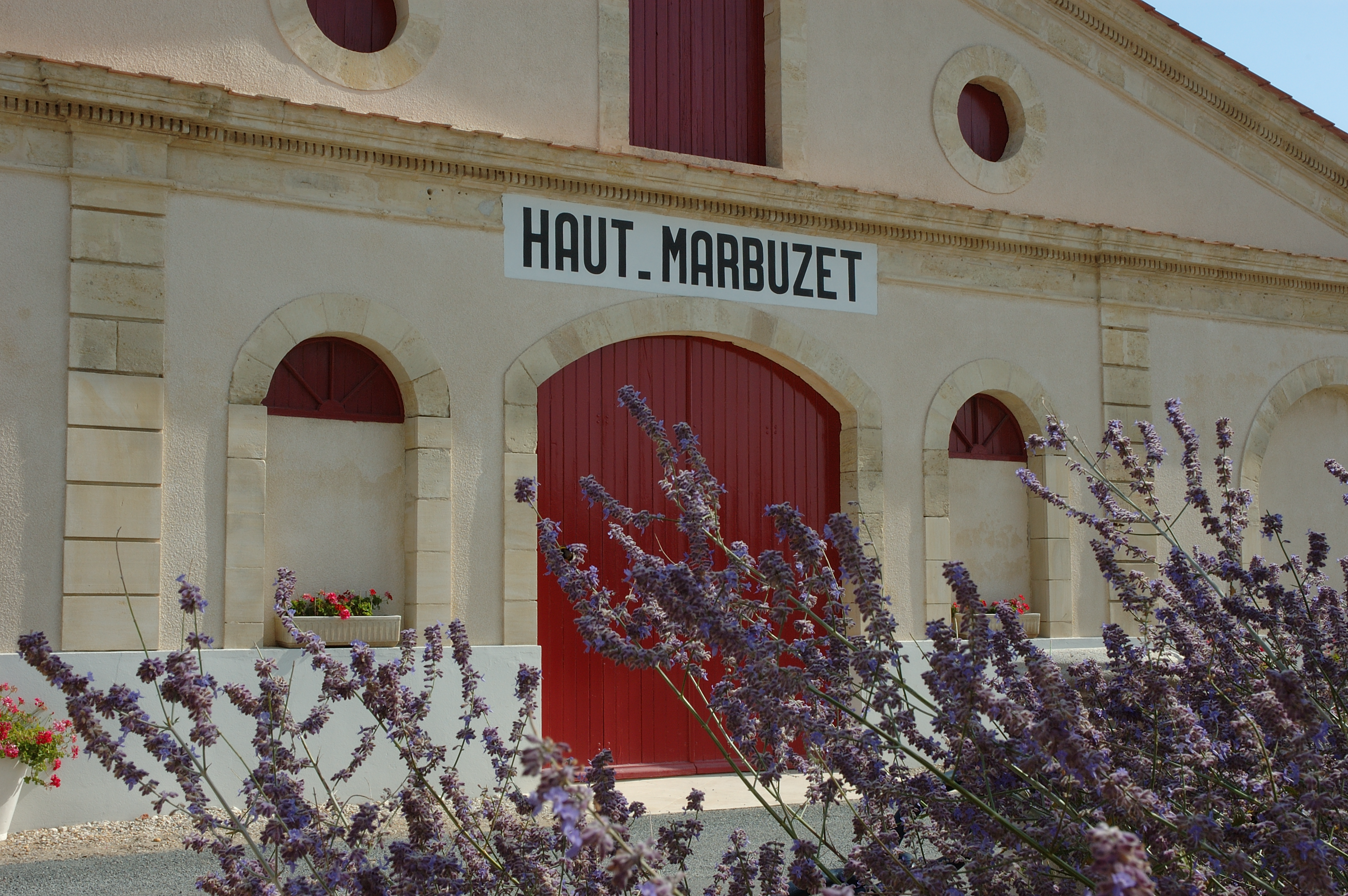

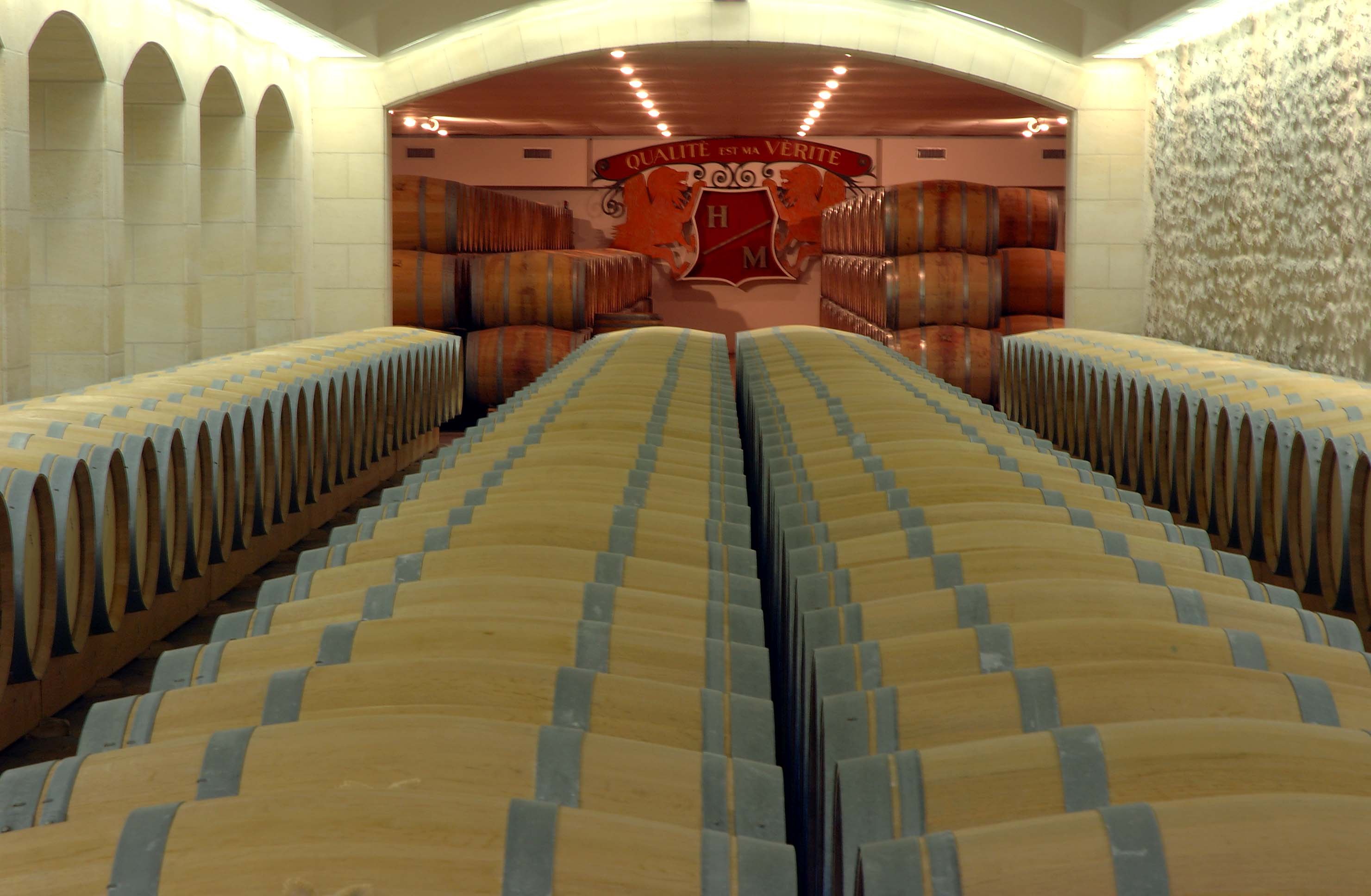

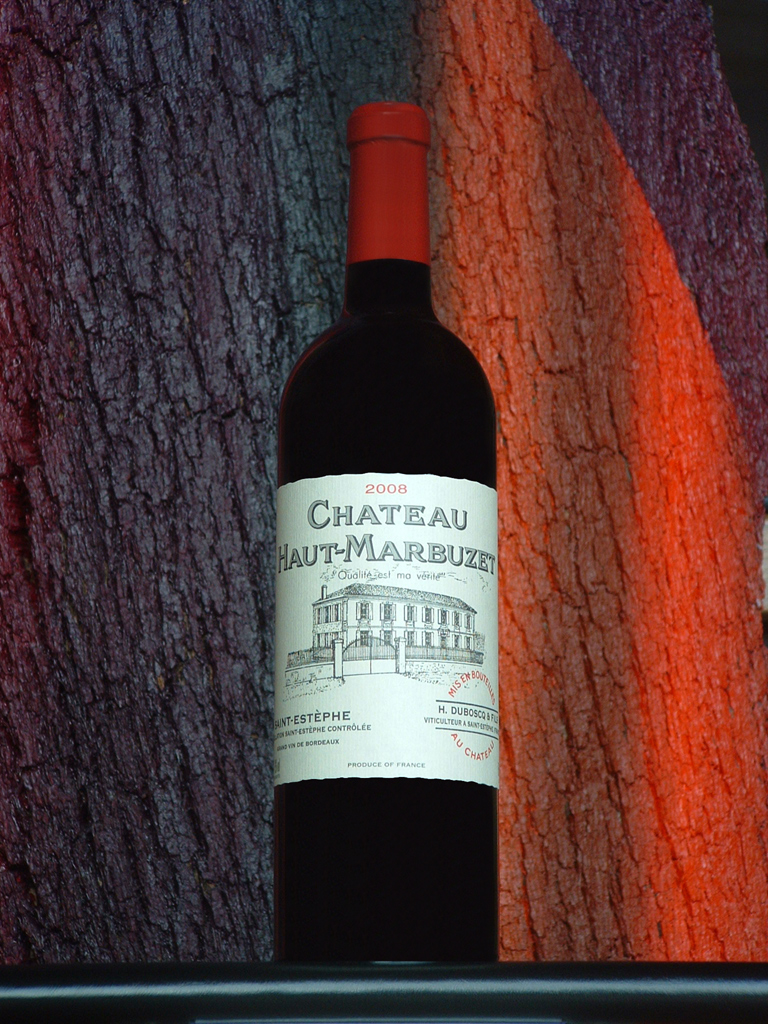

Das Château Haut-Marbuzet ist ein Weingut im Weinbaugebiet Bordeaux. Es befindet sich in der Gemeinde Saint-Estèphe, welche eine der vier Orts-Appellationen des Médoc ist. Der Erstwein Château Haut-Marbuzet wird seit 1932 als Cru Bourgeois und in der Klassifizierung von 2003 als Cru Bourgeois Exceptionnel eingestuft. Château Haut-Marbuzet bietet laut Ecker ein günstiges Preis-Genuss-Verhältnis und ist im Qualitätsrang einem zweiten oder zumindest einem dritten Grand Cru Classé gleichzusetzen.

## Geschichte
Der Ursprung des Château Haut-Marbuzet liegt im Jahr 1848 als das Weingut MacCarthy geteilt wurde. Zu einer gewissen Bekanntheit brachte es das Weingut ab 1952, als Château Haut-Marbuzet in den Besitz der Familie Duboscq gelangte. Damals kaufte Hervé Duboscq brachliegende Rebflächen von 7 ha. Als Autodidakt im Weinbau bestellte er die Rebflächen neu und vertrieb einen Teil seiner Weinproduktion in Direktvermarktung. Sein Sohn Henri Duboscq arbeitete seit 1962 im Weingut mit und gemeinsam entwickelten sie ihren persönlichen Stil des Weinausbaus: u. a. werden für den Ausbau stets 100 % neue Eichenfässer sowie ausschließlich die natürlich vorhandenen Hefen verwendet.

## Reben und Wein
Die Rebflächen von derzeit ca. 65 ha befinden sich im südlichen Bereich von Saint Estèphe zwischen Château Cos d’Estournel und Château Montrose, beide als Grand Cru Classé klassifiziert. Das Château Haut-Marbuzet sowie dessen Rebparzellen befinden sich auf einer Schotterterrasse, die sich unweit des linken Ufers der Gironde erhebt. Der Anteil der Rebsorten verteilt sich auf ca. 50 % Cabernet Sauvignon, 40 % Merlot und 10 % Cabernet Franc. Der hohe Anteil von Merlot ist typisch für die Weine von Château Haut-Marbuzet und er ist ungewöhnlich hoch für Weine aus Saint-Estèphe.
Henri Duboscq lehnt nach eigenen Angaben chemische Unkrautvernichtung ab. Für die Ernte wird bis zur Vollreife oder sogar bis zur leichten Überreife abgewartet,. Die einzelnen Parzellen und Rebsorten werden ohne Zusatz von Reinzuchthefe getrennt vinifiziert und anschließend für den Erstwein Château Haut-Marbuzet selektioniert.
Die Weine der jüngeren Geschichte von Château Haut-Marbuzet wurden stets im bekannten französischen Weinführer Hachette empfohlen: jeweils 1 Stern (von maximal 3) für die Jahrgänge 2005 und 2006; 2 Sterne gab es für die Jahrgänge 2007 und 2008.
In einer Notiz zur Primeurverkostung des Jahrgangs 2005 im April 2006 schreibt Ecker zu Château Haut-Marbuzet u. a.: „Feines, fast verschlossenes, erkennbar komplexes Bukett (Kirschen, Cassis; auch dezent honigsüße Blüten, Rosen, Schokolade); (...); sich durchsetzende Frische mit langem Abgang und Finesse, Potenzial.“